# Јужнодалматински партизански одред
Јужнодалматински народноослободилачки партизански (НОП) одред (познат и као Јужнодалматински батаљон Јозо Јурчевић)  је био партизанска јединица у саставу Народноослободилачке војске и партизанских одреда Југославије током Другог светског рата у Југославији. 

## Историјат
Формиран је 23. јуна 1942. од пет мањих одреда: Макарског, Градачког, Бачинског, Неретванског и Вргорског, и од новоформиране омладинске чете. Дејствовао је са подручја Биокова на којем су до његовог формирања поменути одреди ослободили знатан део територије и вршили прве акције на мору. Јужнодалматински НОП одред појачао је активност и проширио подручје дејстава преко Неретве до Вукова кланца, полуострва Пељешца, острва Хвара, до Цетине и ка Имотском пољу. Успешно је дејствовао и на мору. Одржавао је везу с партизанским јединицама на острвима средње и јужне Далмације, и прихватао борце који су се пребацивали са острва на копно. Одред је убрзо израстао у највећу партизанску јединицу у јужној Далмацији. У покушају да га униште, Италијани су 16. августа—2. новембра 1942. извели операцију Албиа (дивизија Месина и Бергамо, ратна морнарица и четници из Херцеговине), која је захватила ширу област Биокова. У тој ситуацији главнина Одреда (око 600 борацва) пребацила се 28. августа у рејон Аржано—Голињево, оставивши на Биокову једну чету из које је убрзо израстао батаљон Вид Михаљевић. У међувремену, Одред је стављен под команду Оперативног штаба јужне групе бригада (1. пролетерска, 1. далматинска и 10. хероеговачка НОУ бригада, 5. крајишки и Јужнодалматински НОПО) који је имао да обједини команду на подручју Ливно, Аржано и затвори правце од Имотског, Сиња, Босанског Грахова и Мостара. Од јединица Одреда и нових бораца формирана су 4. новембра 1942. три батаљона, од којих су два ушла у састав 3. НОП одреда 4. оперативне зоне, један у састав 1. далматинске бригаде, а Омладинска чета од 150 бораца била је упућена у 1. пролетерску бригаду.